# Мартіньяно
Мартіньяно (італ. Martignano, сиц. Martignanu) — муніципалітет в Італії, у регіоні Апулія,  провінція Лечче.
Мартіньяно розташоване на відстані близько 520 км на схід від Рима, 155 км на південний схід від Барі, 15 км на південний схід від Лечче.
Населення — 1682 особи (2014).

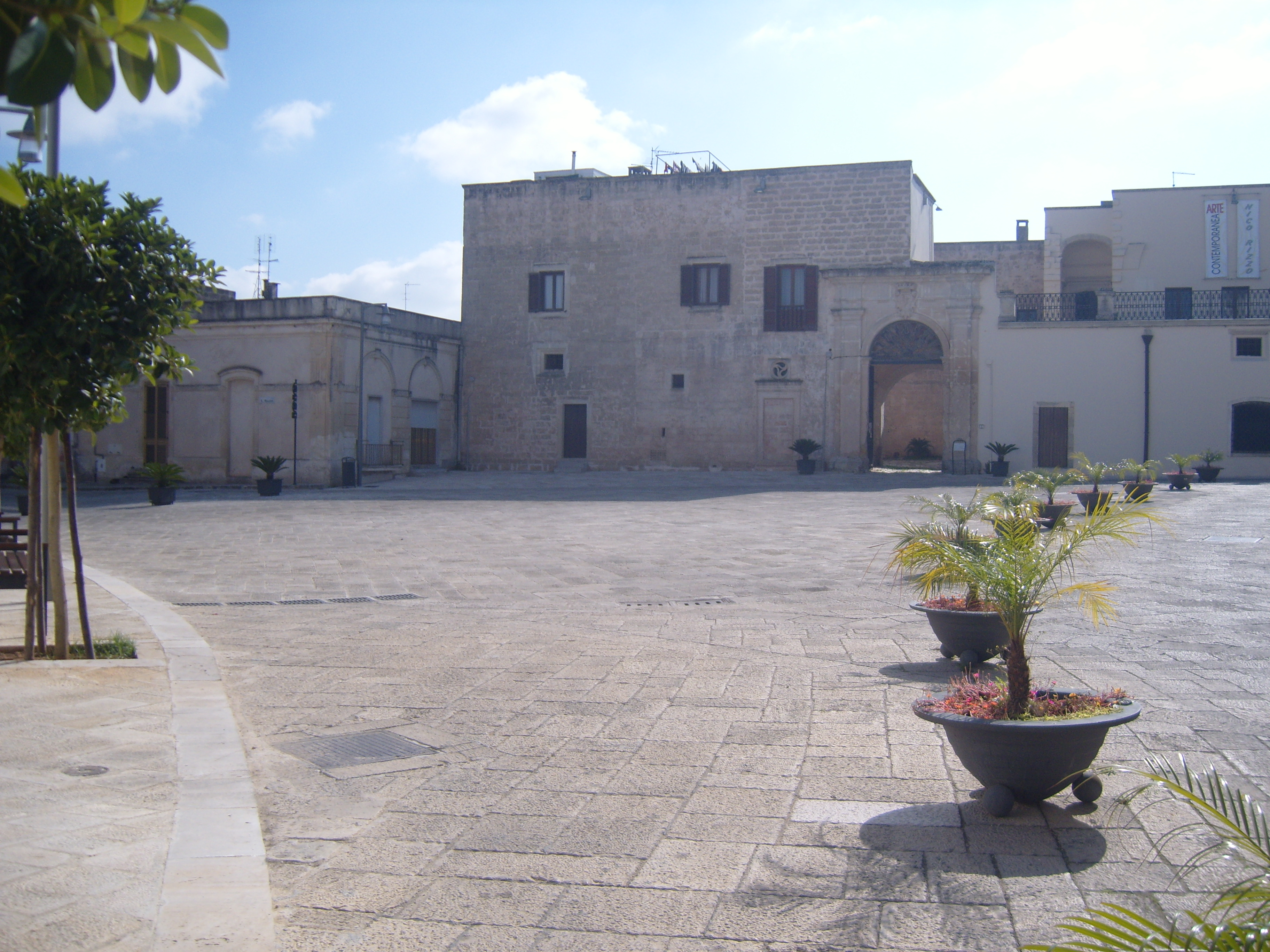

Щорічний фестиваль відбувається 26-27 липня. Покровитель — святий Пантелеймон.

## Демографія
Населення за роками:

Станом на 1 січня 2023 року в муніципалітеті офіційно проживали 32 іноземці з 14 країн, серед них 13 громадян країн Євросоюзу.

## Сусідні муніципалітети
- Калімера
- Капрарика-ді-Лечче
- Мартано
- Стернатія
- Цолліно